# 歌え太陽
『歌え太陽』（うたえたいよう）は、1965年4月13日から同年9月28日までTBS系列局で放送されていたTBS製作の歌謡バラエティ番組である。放送時間は毎週火曜 20:00 - 20:56 （日本標準時）。

## 概要
高橋圭三と九重佑三子が司会を務めていた番組で、当時の若手歌手たちによるポップスヒットパレード、ベテランスターたちによるワンマンショー、学生バンドによる演奏の3つを柱としていた。その合間にはコントなどを行っていた。番組のラストでは、全出演者による合同演奏が行われていた。

## 出演者

### 司会
- 高橋圭三 - 前番組『圭三ファミリー・アワー クイズ・クイズ・クイズ』から引き続き出演。
- 九重佑三子

### コントレギュラー
- 安川実（後のミッキー安川）
- 松岡圭子
- 桜井センリ